# Lasiopogon flammeus
Lasiopogon flammeus là một loài ruồi trong họ Asilidae. Lasiopogon flammeus được Cannings miêu tả năm 2002. Loài này phân bố ở vùng Tân Bắc giới.